# 富永直樹

『沙漠に生きる男』（1977年、長野県佐久市駒場公園）

富永 直樹（とみなが なおき、本名 富永 良雄、1913年（大正2年）5月18日 - 2006年（平成18年）4月11日
）は、日本の彫刻家、三洋電機の工業デザイナー。長崎県長崎市生まれ。叙従三位。

## プロフィール
彫刻家
東京美術学校（現・東京芸術大学）彫刻科塑像部首席卒業｡同校では北村西望、朝倉文夫、建畠大夢が教鞭をとっており､特に北村西望に師事した｡〈在学中の1936年（昭和11年）に日展の前身、文展に「Ｆ子の首」（長崎県美術館蔵）にて初入選して以来、日展を主な舞台に活躍した。1950年（昭和25年）から1952年（昭和27年）にかけ、3年連続で日展の特選を受賞〉。同研究科卒業。
1972年（昭和47年）日本芸術院賞受賞。
その実積を認められ、1974年（昭和49年）日本芸術院会員に任命。
1983年茅野市蓼科にアトリエを構え、以降は東京と蓼科を制作拠点とした。
1984年（昭和59年）に文化功労者、勲三等瑞宝章受章。
1989年（平成元年）に文化勲章受章。
1990年（平成2年）長崎名誉県民顕彰。日展理事、理事長を歴任。その後、日展顧問となる。
1997年、新宿区名誉区民。
代表作品として文部大臣賞を受賞した「平和の叫び」（1968年）、「トーマス・ブレーク・グラバー之像」（1961年）などがある。また現在トッパン・フォームズ株式会社のエントランスには「青春の賛歌」が置かれている。
ジェームス山（神戸市垂水区）に三洋電機の創業者 井植歳男の住居跡地に建てられた記念館、井植記念館のロビーには富永作の井植歳男像が設置されている。
諏訪市博物館入口に「美しき広場」像が設置されている。
2008年、長男の富永良太から「僕らの遊び場」が茅野市美術館に寄贈され、富永の友人である水引秀雄から「A PAEAN（賛歌)」が寄贈され、茅野市民館2階のコンサートホールのホワイエに設置された。
2014年生誕100年を記念した展覧会が茅野市美術館にて開催された。
工業デザイナー

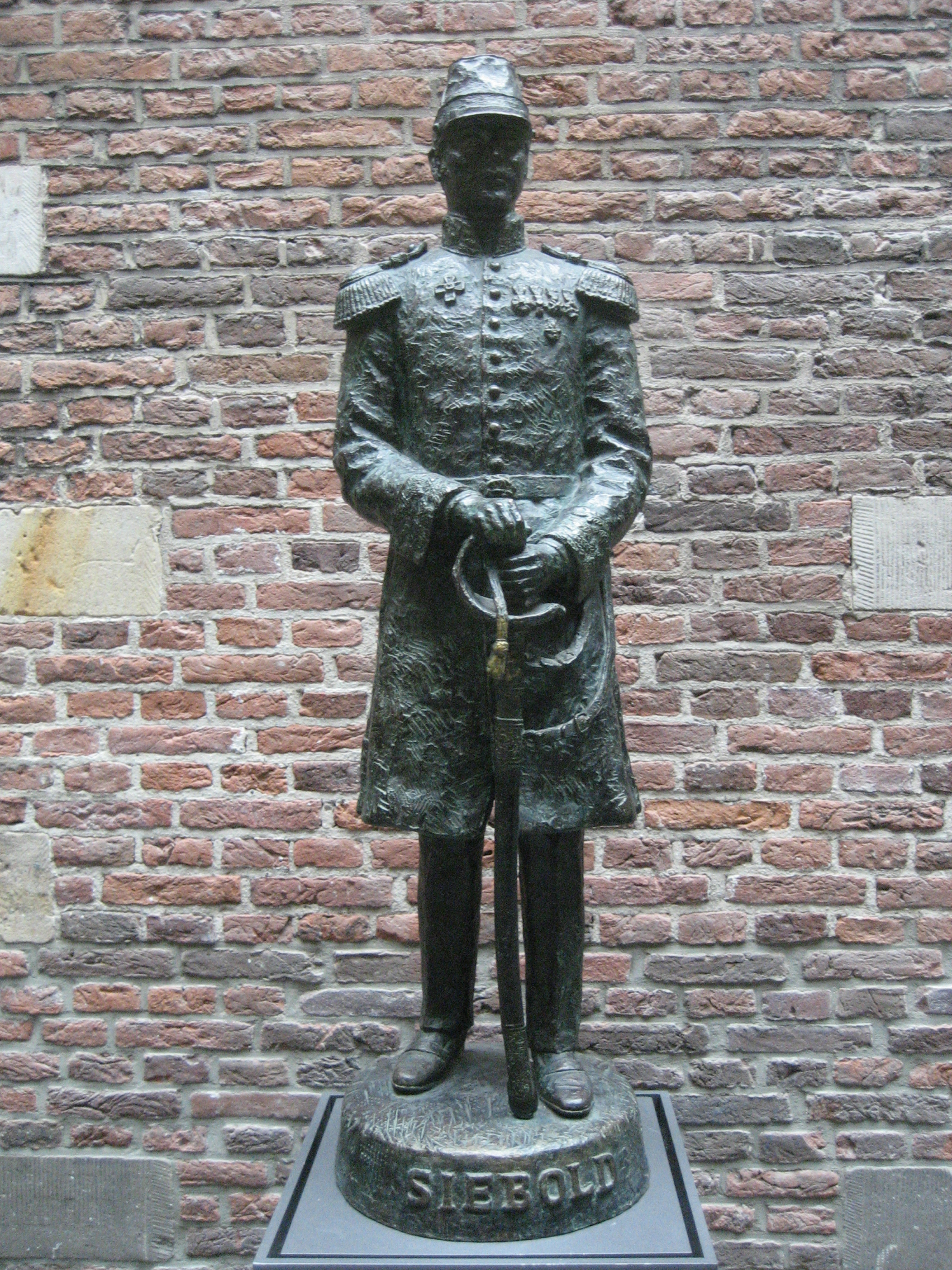
『若きシーボルトの像 』シーボルト記念館（1979年）

富永は三洋電機に在籍し、インダストリアルデザインの祖としても活躍し電話4号機の意匠を手がけたほか日本初のカラー電話、家具調テレビ、ヒット商品となったプラスチックラジオSS-52（1952年(昭和27年)、三洋電機）などのデザイン産業界のデザイン的基盤形成にも貢献をなした。